# 貝雷霍韋區

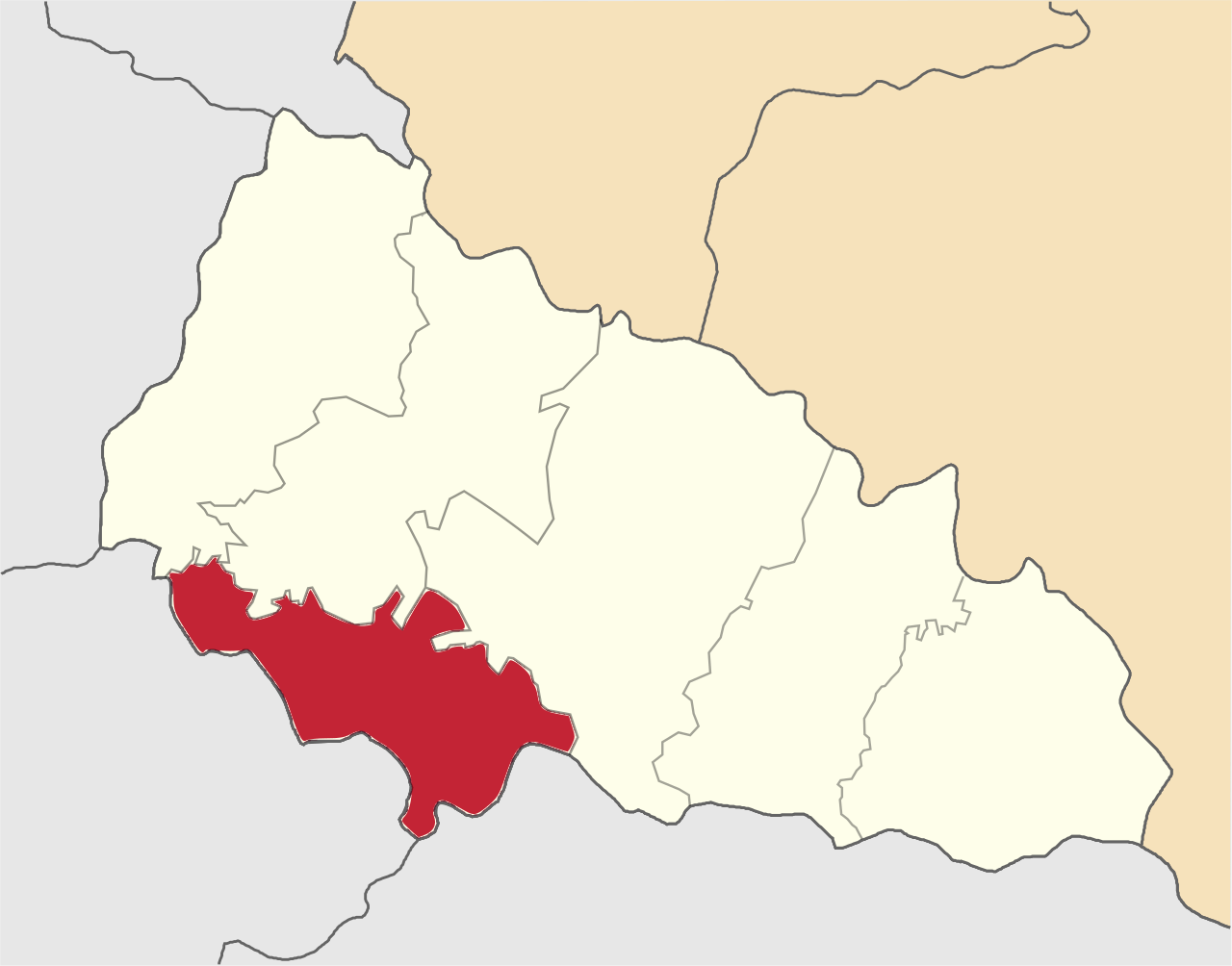
贝雷霍韦區在外喀爾巴阡州的位置

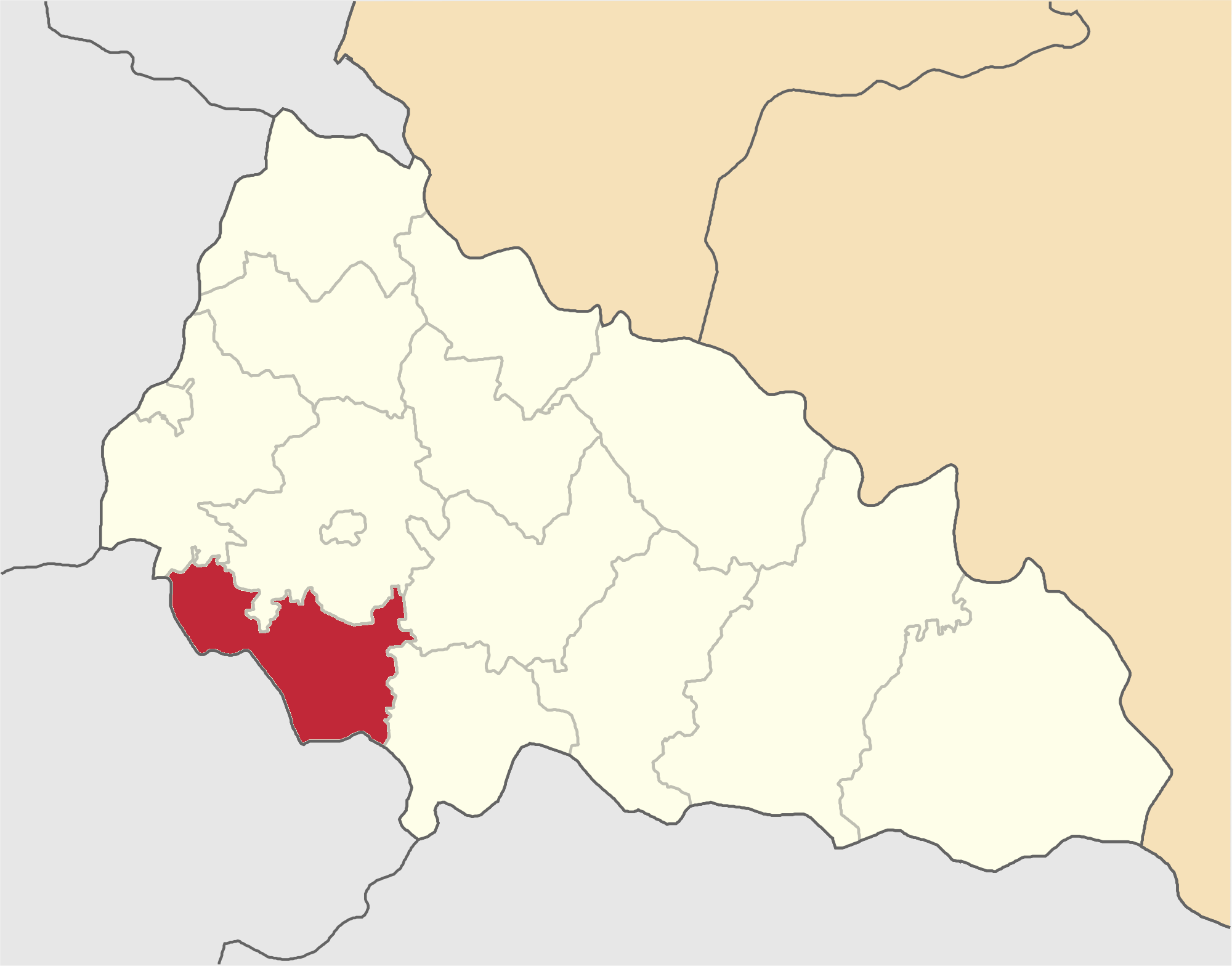
改革前贝雷霍韦區在外喀爾巴阡州的位置

贝雷霍韦區（羅馬化：Berehivskyi raion）是烏克蘭西部外喀爾巴阡州的一個区，行政中心設於贝雷霍韦，面積1,458.7平方公里，2021年人口数量为207,719人。
2020年7月18日乌克兰施行了行政区划改革，外喀爾巴阡州的区份数量减至6个，贝雷霍韦區的面积显著增加。改革前贝雷霍韦區的面积为635平方公里，2020年人口数量为50,196人。